# タウポ火山帯
タウポ火山帯（タウポかざんたい、英: Taupo Volcanic Zone）はニュージーランド北島のタウポ湖周辺に位置する火山帯である。なかでもトンガリロ山・ルアペフ山・ナウルホエ山から成るトンガリロ国立公園は著名であり、度々噴火を起こし被害をもたらしている。噴火の際にはタウポ湖一帯に噴煙が広がる。
約240,000年前にできたと考えられている。約2万5000年前にタウポ湖で発生した超巨大噴火は、1兆トン以上の噴出物を大気中にまき散らした、確認されている火山活動で最大規模のものであった。
1886年のタラウェラ山 (Mount Tarawera) の噴火で150名の死者が出た。
火山活動や地熱活動が活発でワイラケイは地熱発電で有名なほか、タウポ火山帯の中央部にはワイオタプ地熱帯がある。

## 範囲
- トンガリロ国立公園
  - トンガリロ山
  - ルアペフ山
  - ナウルホエ山
- ホワイト島 (Whakaari/White Island) 活火山
- ロトルア湖
  - ロトルア・カルデラ (Rotorua Caldera) 
  - モコイア島 (Mokoia Island) 
  - タラウェラ山 (Mount Tarawera)
- タウポ湖
  - Tauhara山 (Mount Tauhara)

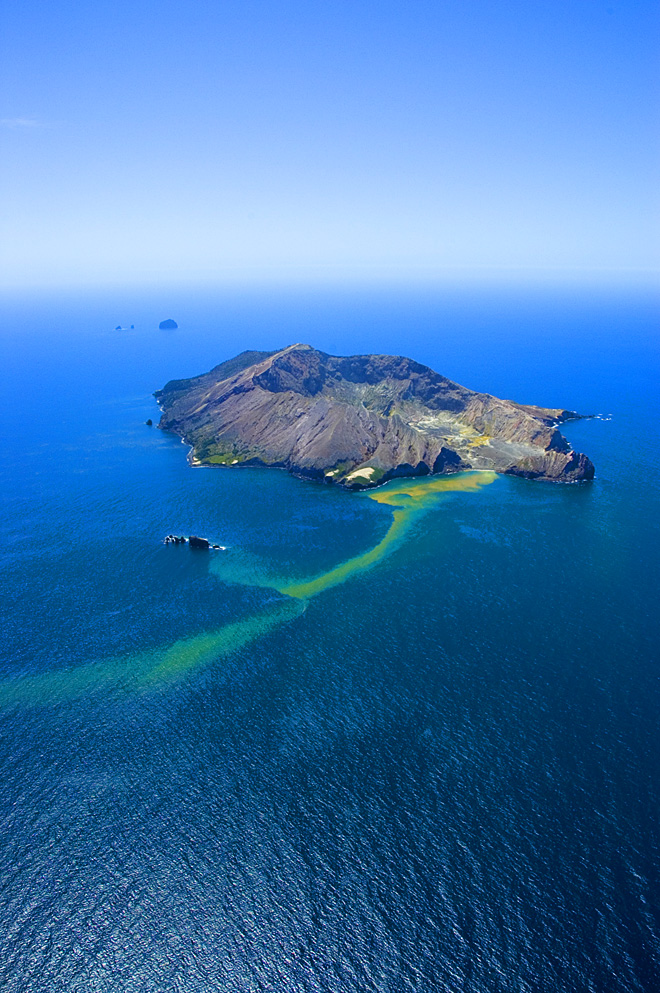
ホワイト島
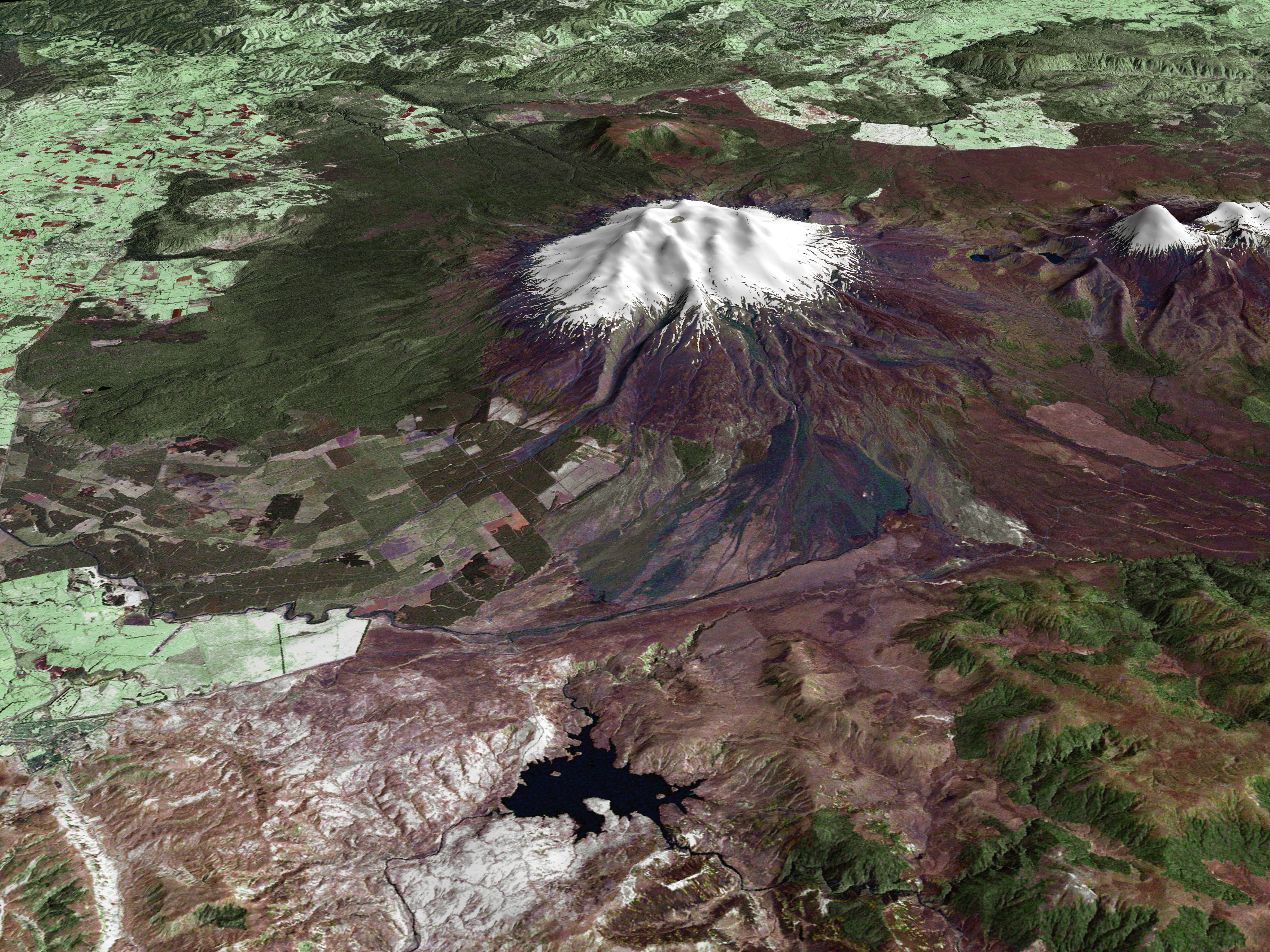
ルアペフ山